# Shirahama (Wakayama)
Shirahama (japanisch 白浜町 Shirahama-chō) ist eine Stadt im Landkreis Westmuro, Präfektur Wakayama, in Japan. Der Strand von Shirahama ist für sein strahlendes Weiß und seine Reinheit bekannt, was den Ort zu einem beliebten Touristenziel macht. Weiterhin von touristischem Interesse sind die heißen Quellen der Region, sowie der Zugang zum UNESCO-Weltkulturerbe Kumano Kodō.
Vor der Küste Shirahamas befindet sich die Engetsu-Insel, ein beliebtes Fotomotiv.

## Weblinks

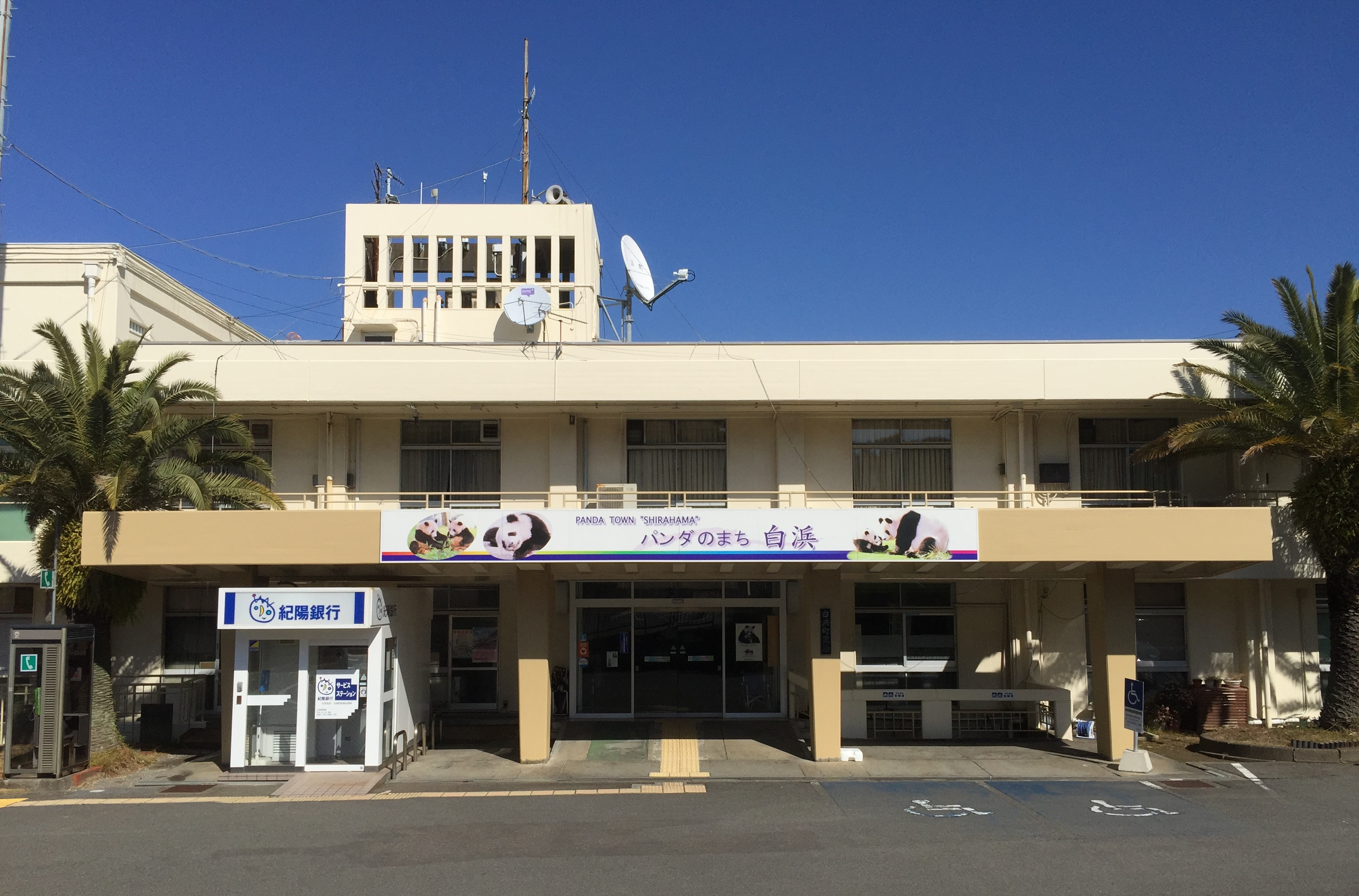
Rathaus von Shirahama

## Strand von Shirahama
Der Strand von Shirahama ist von Alters her für seine weiße Farbe bekannt, der Name des Ortes bedeutet „weißer Strand“ oder „weiße Bucht“. Als in den 1960er Jahren eine Bahnlinie fertiggestellt wurde, die Shirahama mit der Metropolregion Osaka verband, führte dies zu einem rapiden Anstieg der (Kurz-)Urlauber und beschleunigte die Errichtung touristischer Infrastruktur. Gleichzeitig begünstigte dies die Erosion, sodass die Präfekturverwaltung seit 1989 Sand aus der Region von Perth in Australien importieren lassen muss, um die Hauptattraktion des Ortes zu erhalten.